# Fast & Furious 8
Fast & Furious 8, i USA känd som The Fate of the Furious, är en amerikansk actionfilm i regi av F. Gary Gray och skriven av Chris Morgan. Det är den åttonde delen i filmserien The Fast and the Furious. I filmen medverkar Vin Diesel, Dwayne Johnson, Jason Statham, Michelle Rodriguez, Tyrese Gibson, Chris Bridges, Nathalie Emmanuel, Kurt Russell, Scott Eastwood, Charlize Theron och Helen Mirren.
Filmen är den första i serien efter Paul Walkers dödskrasch. Filmen hade biopremiär i Sverige den 12 april 2017.

## Rollista i urval
- Vin Diesel – Dominic Toretto[3]
- Dwayne Johnson – Luke Hobbs[4]
- Jason Statham – Deckard Shaw[5]
- Michelle Rodriguez – Letty Ortiz[3]
- Tyrese Gibson – Roman Pearce[3]
- Chris Bridges – Tej Parker[3]
- Kurt Russell – Frank Petty[3]
- Helen Mirren – Magdalene Shaw[6]